# Sprödaer Wald und Triftholz
Sprödaer Wald und Triftholz este o arie protejată (arie specială de conservare — SAC, sit de importanță comunitară — SCI) din Germania întinsă pe o suprafață de 97 ha, integral pe uscat.

## Localizare
Centrul sitului Sprödaer Wald und Triftholz este situat la coordonatele 51°31′41″N 12°26′32″E / 51.5281°N 12.4422°E.

## Înființare
Situl Sprödaer Wald und Triftholz a fost declarat sit de importanță comunitară în iunie 2002 pentru a proteja 2 specii de animale. Situl a fost protejat și ca arie specială de conservare în aprilie 2011.

## Biodiversitate
Situată în ecoregiunea continentală, aria protejată conține 3 habitate naturale: Fânețe de joasă altitudine (Alopecurus pratensis, Sanguisorba officinalis), Păduri de stejar sau de stejar și carpen sub-atlantice și medio-europene de Carpinion betuli, Păduri de stejar și carpen Galio-Carpinetum.
La baza desemnării sitului se află mai multe specii protejate:
- mamifere (1): liliac cârn (Barbastella barbastellus)
- nevertebrate (1): phengaris nausithous (Maculinea nausithous)